# Туфобрекчия

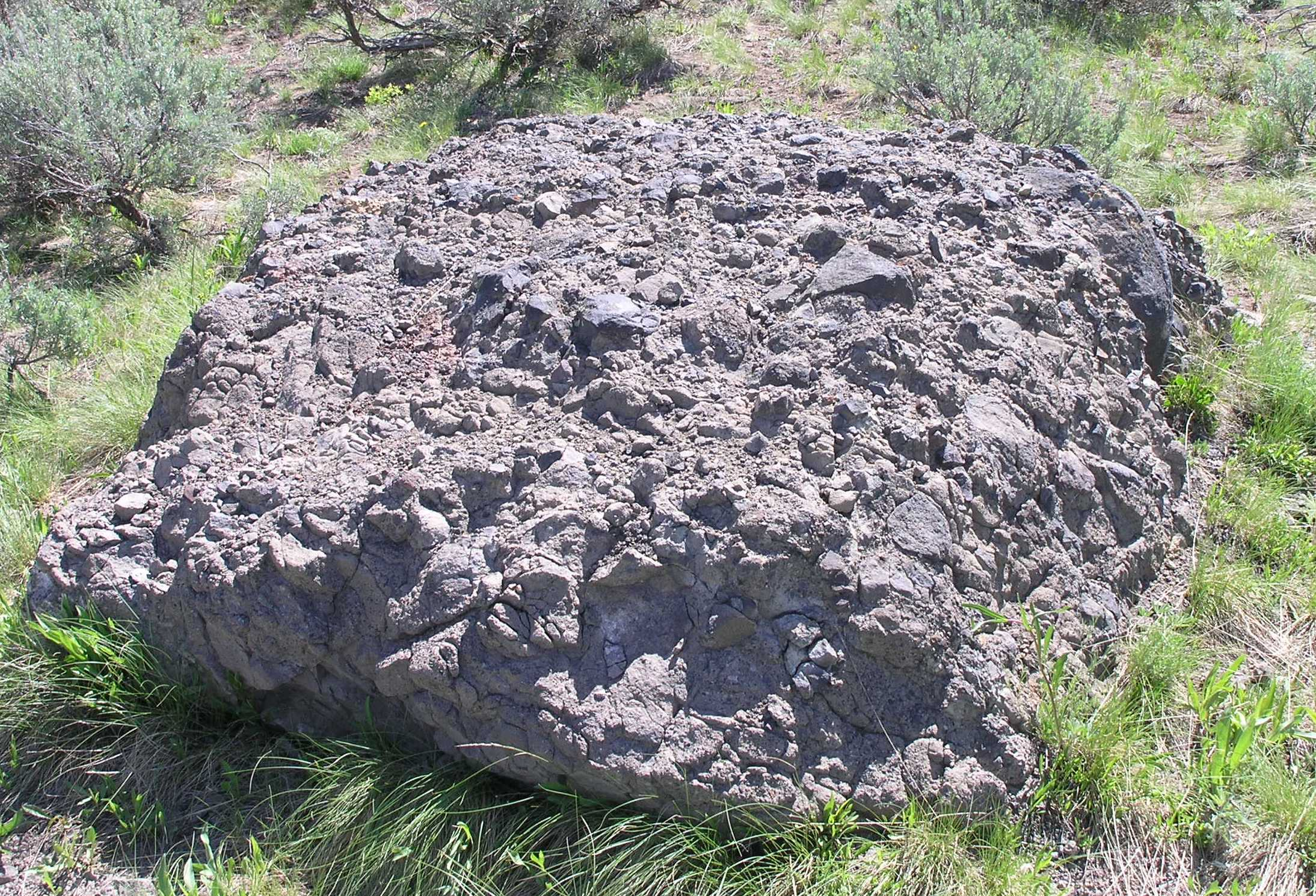
Вулканическая брекчия

Туфобрекчия (брекчия туфовая) — вулканогенно-осадочная горная порода, образовавшаяся путём уплотнения и цементации угловатых мелких и крупных обломков лавы, шлака, вулканических бомб (неотсортированного грубообломочного рыхлого вулканокластического материала) среди вулканического песка и пыли (туфового цемента).
Туфобрекчии образуют значительные слои в составе вулканогенных пластов. Часто это отложения грязевых потоков — лахаров, сопряжённых с вулканическими извержениями.